# Luise Jansen
Luise Jansen, auch Louise Jansen, geborene Siebke (* 28. Januar 1835 in Oberkirchen (Schmallenberg); † 16. Januar 1912 in Düsseldorf), war eine deutsche Landschafts-, Blumen- und Stilllebenmalerin der Düsseldorfer Schule.

## Leben
Als Louise Siebke war sie zunächst Schülerin des Marinemalers Wilhelm Krause sowie des Architektur- und Landschaftsmalers Karl Eduard Biermann in Berlin. In Düsseldorf bildete sie sich bei Graf Stanislaus von Kalckreuth, der selbst Schüler von Krause und Biermann gewesen war, und bei Carl Jungheim weiter. In dessen Umfeld lernte sie den Landschaftsmaler Joseph Jansen kennen und heiratete ihn. Fortan (seit 1864) signierte sie ihre Arbeiten, die sie in den „Permanenten Kunstausstellungen“ von Eduard Schulte und Bismeyer & Kraus in Düsseldorf zeigte, mit „Louise Jansen“. Gemeinsam arbeitete sie mit ihrem Mann und unternahm mit ihm Studienreisen an Rhein, Mosel und Lahn sowie in die Schweiz.
Die am 26. September 1871 in Düsseldorf geborene Tochter Emilie († 1918) war bis 1910 ihre Schülerin und ab 1918 als Blumen- und Stilllebenmalerin in Darmstadt tätig.

## Werke (Auswahl)

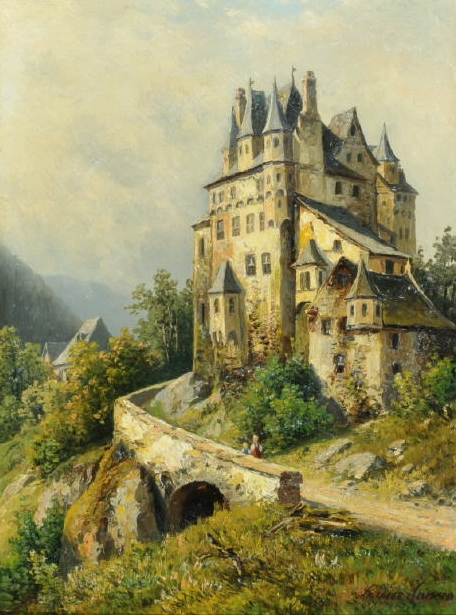
Burg in einer Berglandschaft

- Kapelle bei Bacharach, ausgestellt  1862 bei Eduard Schulte, Düsseldorf[1]
- Mühle im Schweigerthale bei St. Goarshausen, ausgestellt 1862 in Düsseldorf[2]
- Morgenlandschaft, Ankauf des Kunstvereins Dessau zur Verlosung (60 Thaler) auf der Ausstellung des Westlichen Cyclus[3]
- Abendlandschaft. Motiv aus dem Bergischen, ausgestellt auf der akademische Kunstausstellung Dresden 1867 (Boetticher, Nr. 1)
- Beilstein an der Mosel, ausgestellt auf der akademischen Kunstausstellung Dresden 1879, Kunstausstellung Hannover 1880 (Boetticher, Nr. 2)
- Kloster Bornhofen am Rhein mit den Ruinen Sternberg und Liebenstein, ausgestellt auf der akademischen Kunstausstellung Dresden 1880, Kunstausstellung Hannover 1880 (Boetticher, Nr. 3)
- Diez an der Lahn, Dom zu Limburg an der Lahn, ausgestellt auf der Kunstausstellung Hannover 1882 (Boetticher, Nr. 4, 5)
- Abendlandschaft. Motiv von der Lahn, ausgestellt auf der Kunstausstellung Magdeburg 1888 (Boetticher, Nr. 6)
- Mühle im Neckartal, Öl/Lwd., 47 × 70,5 cm, signiert (unten rechts) mit „Louise Siebke 186…“ (Kunsthandel)[4]
- Romantische Flußlandschaft (Burg über einem Fluss mit Brücke), Öl/Lwd., 30 × 27,5 cm, signiert (unten links) mit „Louise Jansen“ (Kunsthandel)[5]
- Stadt am Fluss, darüber eine Burgruine, Öl/Lwd., 47 × 72 cm; signiert (Kunsthandel)[6]
- Alpenlandschaft
- Burg in einer Berglandschaft
- Runkel an der Lahn
- Das Pilatus-Massiv bei Luzern